# Pfarrhaus (Kühbach)

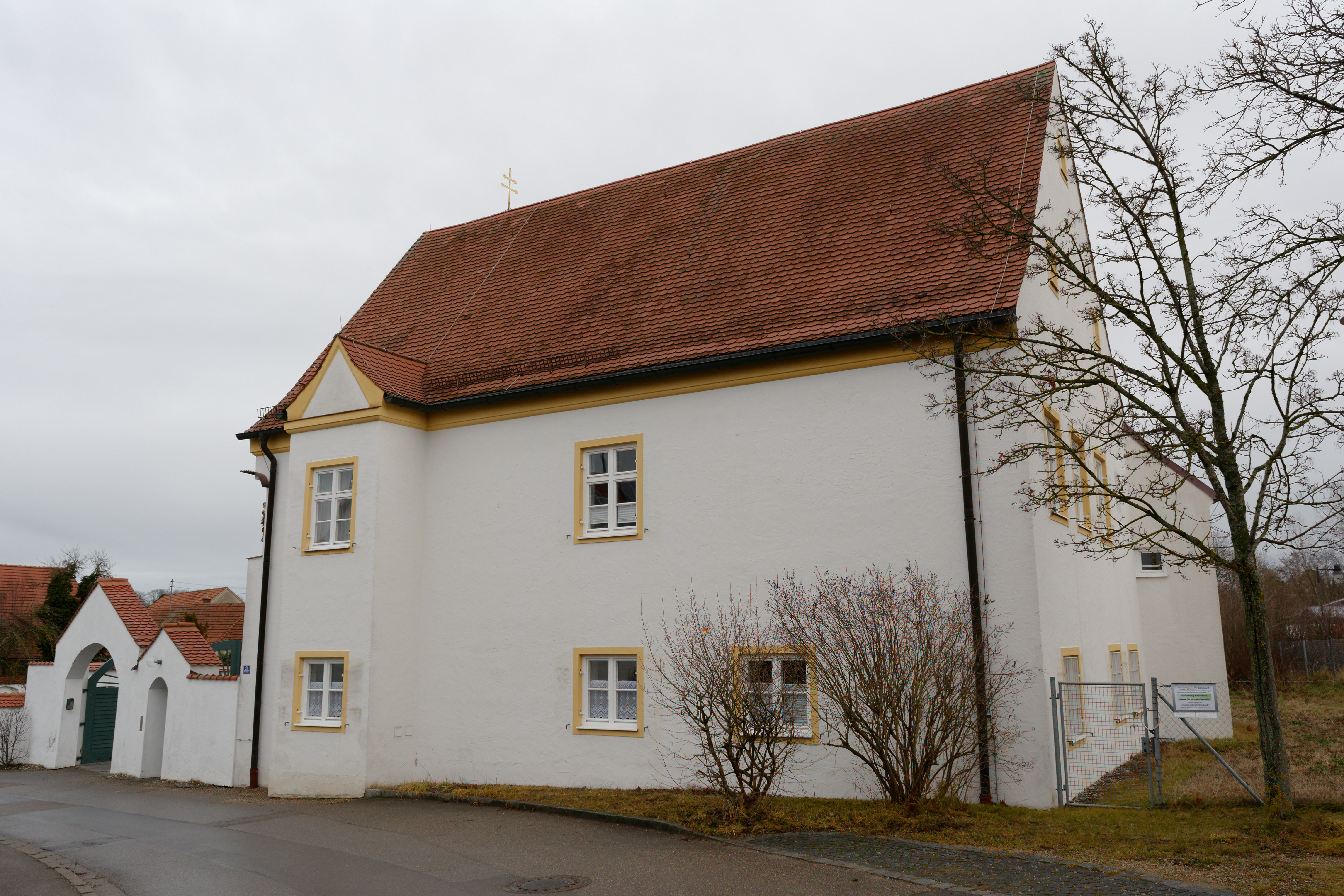
Pfarrhaus in Kühbach

Das Pfarrhaus in Kühbach, einer Gemeinde im Landkreis Aichach-Friedberg im bayerischen Regierungsbezirk Schwaben, wurde 1684/85 von Hans Grienbamer erbaut. Das Pfarrhaus an der Pfarrstraße 3 ist ein geschütztes Baudenkmal.
Der zweigeschossige Satteldachbau im Stil des Barocks besitzt drei zu drei Fensterachsen. An der Straßenseite befindet sich ein Bodenerker und an der Nordwestecke eine Hausmadonna.
Das Pfarrhaus wurde unter der Äbtissin Katharina Kimpfler, deren Wappen zusammen mit denen des Klosters und der damaligen Priorin Maria Helena von Lerchenfeld auf der Stuckdecke im Gang des Obergeschosses angebracht ist, errichtet.  
Die Ökonomiegebäude sind schlichte Satteldachbauten aus dem 18. Jahrhundert.